# بيوولف: الوحوش والنقاد

عنوان مجلد بيولف: الوحوش والنقاد، 1936.

كانت «بيولف: الوحوش والنقاد» محاضرة عام 1936 ألقاها جون رونالد تولكين حول النقد الأدبي على الملحمة الشعرية الإنجليزية القديمة بيوولف. تم نشرها أول مرة كصفحة في ذلك العام في وقائع الأكاديمية البريطانية، ومنذ ذلك الحين أُعيد طبعاتها في العديد من المجموعات.
يجادل تولكين بأن القصيدة الأصلية قد ضاعت تقريباً تحت وطأة المنحة الدراسية عليها؛ يجب أن يُنظر إلى بيولف كقصيدة، وليس فقط كوثيقة تاريخية؛ وأن جودة شعرها وهيكلها يعطيها تأثيراً قوياً. وهو يدحض الاقتراحات بأن القصيدة هي قصة ملحمية أو مثيرة، تشبهها بدلاً من ذلك ببنية قوية مبنية من كتل تتناسب مع بعضها البعض. ويشير إلى أن موضوع القصيدة هو موضوع خطير، وهو موضوع الوفاة، وأن القصيدة تقع في جزأين: الأول حول بيوولف عندما كان شاباً، حيث هزم جريندل ووالدته؛ والثاني على بيوولف وهو في سن الشيخوخة، والذهاب إلى وفاته وهو يحارب التنين.
وقد أُشِيدَ بالعمل من قبل النقاد بمن فيهم الشاعر ومترجم بيوولف شيموس هيني. وصف البروفيسور مايكل دروت بأن المقالة هي أهم مقال كُتِب عن القصيدة على الإطلاق. يتفق علماء الانجلوسكسونية على أن العمل كان مؤثرًا، حيث قام بتحويل دراسة بيوولف.

## نظرة عامة
يعتبر مقال جون رونالد تولكين «بيوولف: الوحوش والنقاد» الذي تم تسليمه في البداية كمحاضرة في عام 1936، بمثابة عمل تكويني في دراسات بيوولف الحديثة. يتحدث تولكين في المقالة ضد النقاد الذين يقللون من قيمة الوحوش في القصيدة لصالح استخدامهم كمصدر للتاريخ الأنجلوسكسوني فقط، أي جريندل، والدة جريندل، والتنين. يقول تولكين إنه بدلاً من أن تكون مجرد عناصر غير جوهرية، فإن هذه العناصر هي مفتاح السرد ويجب أن تكون محور الدراسة. عند القيام بذلك، لفت الانتباه إلى الصفات الأدبية التي تم إهمالها سابقًا في القصيدة يجب دراستها كعمل فني، وليس فقط كوثيقة تاريخية. في وقت لاحق، أشار النقاد مثل هيو ماجنيس الذين يتفقون مع تولكين بشأن هذه النقطة إلى الدفاع عن حججهم.
المقالة عبارة عن نسخة منقوصة من سلسلة من المحاضرات التي ألقاها تولكين لطلاب جامعة أكسفورد في الثلاثينيات. توجد ملاحظات لهذه المحاضرات في نسختين من المخطوطات تم نشرهما معًا في عام 2002 باسم «بيوولف والنقاد» قام بتحريرها مايكل دروت، تقدم هذه الملاحظات بعض الأفكار عن تطور تفكير تولكين حول القصيدة، وخاصة استعارته المقتبسة عن موضوع القصيدة كبرج.

## حجة تولكين

### رد النقاد في وقت سابق

تستجيب مقالة تولكين مرارًا وتكرارًا لتعليقات ويليام باتون كير. رسمة من أواخر القرن التاسع عشر لجونستون فوربس روبرتسون.

يبدأ تولكين بالإشارة إلى أن الكتاب الأصلي قد ضاع تقريباً تحت «الأدب» الشامل ويوضح أن بيوولف قد تم الاستغناء عنها بشكل أساسي باعتبارها «وثيقة تاريخية»، وأن معظم الثناء واللوم للقصيدة كان بسبب اعتقاد أنها «شيء لم يكن - على سبيل المثال، شيء بدائي، وثني، توتوني، رمزية (سياسية أو أسطورية)، أو في معظم الأحيان، ملحمة؛»  أو لأن الباحث كان يود أن يكون شيئاً آخر، مثل «وضع بطولي وثني، تاريخ السويد، كتيب عن الآثار الجرمانية، أو الخلاصة اللاهوتية في الشمال الأوروبي.» يعطي تولكين قصة رمزية لرجل يرث حقلاً مليئاً بالحجر من قاعة قديمة. قام ببناء برج به بعض، ولكن عندما يجد الناس أن الحجارة أقدم من البرج، فإنهم يسحبونها «للبحث عن المنحوتات والنقوش الخفية».
يقتبس تولكين باستفاضة ما فكر به الباحث دبليو. بي. كير في بيوولف، أي «لا يوجد شيء في القصة»، وأن «الجمال العظيم، والقيمة الحقيقية، لبيوولف في كرامة أسلوبها». يلاحظ تولكين أن رأي كير كان له تأثير قوي لصالح التناقض غير المعقول بين عيب القصيدة المفترض في الحديث عن الوحوش، و (بكلمات تولكين) «الكرامة، والرفاهية في الحديث، والنهاية المطاوعة جيداً». يستشهد تولكين بمنتقدين آخرين، مثل ريموند ويلسون تشامبرز وريتشي جيرفان، الذين اعترضوا على «ضخامة التنانين» للقصيدة واختيارها غير المناسب للموضوع. يرى توكلين أنه من غير المحتمل أن «العقل النبيل والمدروس»، كما يتضح من جودة الشعر، «سيكتب أكثر من ثلاثة آلاف سطر (موصولة بنهاية عالية) حول مسألة لا تستحق اهتماماً جاداً». ويشير إلى أن القصص الإنسانية البطولية قد عُقِدَت لتكون متفوقة على الأسطورة، لكنه يجادل بأن الأسطورة لها قيمة خاصة: «لأن الأسطورة حية في كل مرة وفي جميع أجزائها، وتموت قبل أن يتم تحليلها.» يقول توكلين مباشرة «نحن لا ننكر قيمة البطل من خلال قبول غريندل والتنين.»

### رجل في عالم معاد
من وجهة نظر تولكين، تدور القصيدة في الأساس حول «رجل في حالة حرب مع العالم المعادي، وإسقاطه محتوم في الوقت المناسب». المأساة الأساسية هي حياة الإنسان الوجيزة. تم تحديد جريندل والتنين على أنهم أعداء لإله مسيحي، على عكس الوحوش التي واجهها أوديسيوس في رحلاته. ما حدث هو أن الشجاعة الشمالية، المبهجة، المتحدية في وجه الهزيمة الحتمية من قبل «الفوضى واللامنطقية» (يستشهد تولكين بكلمات كير) تندمج مع الإيمان والنظرة المسيحية. يستخدم شاعر بيوولف كل ما يعرف عن التقليد البطولي القديم، مغموراً بالمسافة مع الوقت، إلى جانب التقليد المسيحي. يُلاحظ تولكين أن المسيحي «مُحاصر في عالم معادٍ»، والوحوش أرواح شريرة: ولكن بما أن الانتقال لم يكن مكتمل في القصيدة، فإن الوحوش تظل حقيقية ويبقى التركيز على «موضوع قديم: هذا الرجل، كل رجل وجميع الرجال، وجميع أعمالهم سوف يموتون».
يعود تولكين إلى الوحوش، ويأسف لأننا لا نعرف سوى القليل عن الأساطير الإنجليزية ما قبل المسيحية؛ يلجأ بدلاً من ذلك إلى الأسطورة الأيسلندية، التي يجادل بأنه يجب أن يكون لديها موقف مماثل تجاه الوحوش والرجال والآلهة. الآلهة الشمالية، مثل الرجال، محكوم عليها بالموت. كانت الآلهة الوثنية الجنوبية (الرومانية واليونانية) خالدة، لذلك بالنسبة لتولكين (مسيحي)، فإن الديانة الجنوبية «يجب أن تتقدم إلى الفلسفة أو تنتكس إلى الفوضى»: الموت والوحوش هامشية. لكن الأساطير الشمالية، وبيوولف، تضع الوحوش والوفيات والموت في المنتصف. لذا فإن تولكين مهتم جداً بالاتصال بالفكر الشمالي والمسيحي في القصيدة، حيث يربط قابيل الكتابي بالأوتينية (بالإنجليزية: eotenas)‏ (العمالقة) وإلف (بالإنجليزية: ylfe)‏ (الجاني)، ليس من خلال الفوضى ولكن «إشارة إلى النقطة الدقيقة التي يكون فيها الخيال، تأمل قديماً وجديداً، تم إشعاله». القصيدة، كما يقول تولكين، «قصيدة تاريخية عن الماضي الوثني، أو محاولة لواحدة»، ومن الواضح أنه ليس بها بالأفكار الحديثة عن «الإخلاص التاريخي الحرفي». يأخذ الشاعر مؤامرة قديمة (وحش غاضب يزعج محكمة سايلدنج) يرسم صورة حية للأيام القديمة، على سبيل المثال باستخدام صورة العهد القديم لبطاركة الرعاة لإسرائيل في راعي الناس من الدنماركيين.